# BlueforSudan
#BlueforSudan fue un movimiento de redes sociales que comenzó en Sudán en junio de 2019 después de la muerte de Mohamed Mattar (en árabe: محمد مطر‎, romanizado: mḥmd mṭr), que fue asesinado a tiros durante la masacre de Jartum, una represión del gobierno contra los manifestantes pacíficos durante la revolución sudanesa. El movimiento tenía como objetivo crear conciencia sobre la situación en Sudán y mostrar solidaridad con los manifestantes al convertir las plataformas de redes sociales en azules usando el hashtag.

## Antecedentes y contexto

### Revolución sudanesa
En diciembre de 2018, estallaron protestas en Sudán, provocadas por una crisis económica cada vez más profunda. Las manifestaciones comenzaron en la ciudad de Atbara, ubicada en la parte nororiental del país, y rápidamente se extendieron por todo el país. El pueblo sudanés sufría la inflación, el aumento de los precios de los productos básicos y la escasez de efectivo. Mucha gente culpó al gobierno por la crisis económica, que creían que fue causada por la corrupción y la mala gestión económica.
Las protestas no fueron solo por la economía. El presidente de mucho tiempo de Sudán, Omar al Bashir, había estado en el poder desde 1989 después de un golpe militar, y su régimen era conocido por sus tácticas represivas contra la oposición y los grupos de la sociedad civil. El gobierno de Al-Bashir fue acusado de abusos contra los derechos humanos, incluido el uso de tortura, ejecuciones extrajudiciales y restricciones a la libertad de expresión y de prensa. Las protestas, por lo tanto, también tenían como objetivo derrocar el régimen autoritario.
La respuesta del gobierno a las protestas fue brutal. Las fuerzas de seguridad utilizaron gases lacrimógenos, munición real y otras formas de violencia para dispersar a los manifestantes. El gobierno también impuso un toque de queda y cerró Internet para reprimir la difusión de información sobre las protestas. Sin embargo, las protestas continuaron y crecieron, con más y más personas uniéndose.
Las protestas provocaron una crisis política en Sudán, con llamados cada vez más fuertes para la destitución de al-Bashir. En abril de 2019, después de meses de protestas, los militares finalmente derrocaron a al-Bashir y tomaron el control del gobierno. Sin embargo, muchos sudaneses no dieron la bienvenida a la toma del poder por parte de los militares, quienes continuaron exigiendo un gobierno civil. Esto condujo a un enfrentamiento entre los militares y los manifestantes, y se llevaron a cabo negociaciones para determinar el futuro político del país.

### Masacre de Jartum
La sentata masiva en el cuartel militar de Jartum desempeñó un papel importante en la revolución sudanesa. El sitio de la sentata estaba ubicado en Jartum, que comenzó el 6 de abril, cerca de la sede del ejército, la marina y la fuerza aérea, y se convirtió en un símbolo del movimiento a favor de la democracia en Sudán. Era un lugar donde los manifestantes podían reunirse para exigir un cambio político y pedir la destitución del presidente de Sudán, Omar al-Bashir, quien había estado en el poder desde un golpe militar en 1989.
El sitio de la sentata fue pacífico y se convirtió en un centro de actividad, con manifestantes montando un escenario para discursos y música, y tiendas de campaña para que la gente durmiera. Era un lugar donde los sudaneses de diferentes regiones, tribus y religiones se reunían para expresar su frustración con la corrupción del gobierno y las malas condiciones económicas. Durante ese período, Alaa Salah, una estudiante sudanesa de ingeniería y arquitectura de 22 años en Jartum, se convirtió en un símbolo del movimiento de protesta en Sudán cuando una fotografía de sus cánticos principales durante la sentata se volvió viral en abril de 2019.
Antes de la masacre del 3 de junio, el gobierno había intentado sofocar las protestas con varias medidas. Estos incluyeron declarar un estado de emergencia, cerrar Internet y usar una combinación de fuerza y negociación para tratar de persuadir a los manifestantes de que se dispersen. Sin embargo, los manifestantes persistieron y la sentata en el cuartel general militar en Jartum siguió creciendo en tamaño e importancia, convirtiéndose finalmente en el corazón del movimiento prodemocracia en Sudán.
El gobierno sudanés respondió a las protestas con más violencia y represión. El gobierno utilizó gases lacrimógenos, munición real y palizas para dispersar a los manifestantes. Además, las Fuerzas de Apoyo Rápido allanaron el sitio de la sentata el 3 de junio de 2019, matando a 112 e hiriendo a más de 700 manifestantes, y destruyendo la atmósfera pacífica de la sentata.

## Aparición e impacto

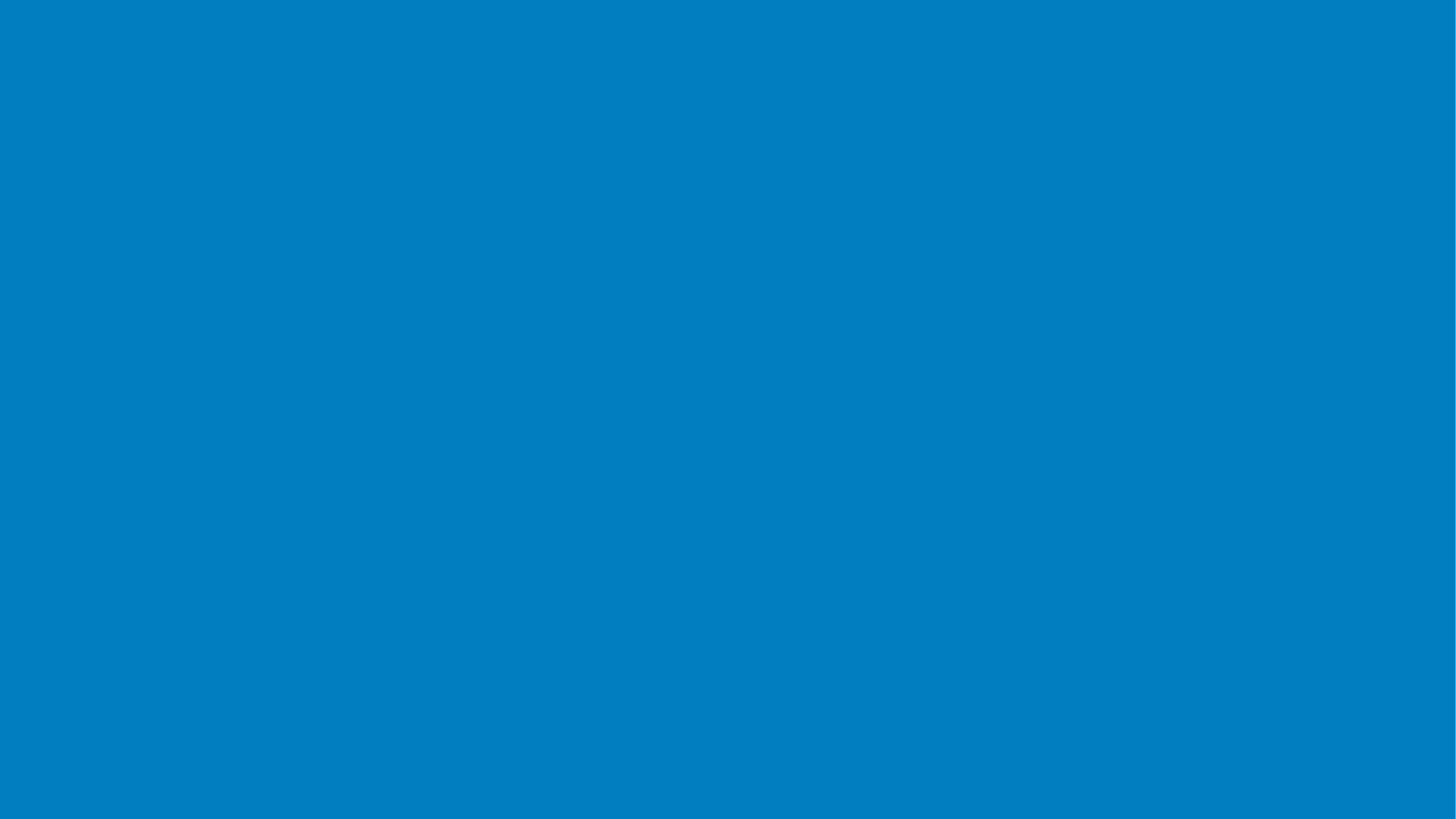
Tono del azul usado para el hashtag.

El movimiento #BlueforSudan comenzó en junio de 2019 como una campaña en las redes sociales en respuesta a esta represión y para crear conciencia sobre la situación en Sudán. Se eligió el color azul porque era el color favorito de Mohamed Mattar (en árabe: محمد مطر‎), quien fue asesinado durante la represión del gobierno contra manifestantes pacíficos. Fue una de las 112 personas que murieron en la represión de los manifestantes en Jartum el 3 de junio de 2019.
Mohamed Mattar era un activista sudanés de 26 años que estudiaba ingeniería en el London Brunel International College (LBIC) y regresó a Sudán para participar en la protesta. La madre de Mohamed Mattar explicó que la elección del azul como color favorito de Mattar no fue aleatoria sino que se debió a su afición por mirar al cielo desde que era un niño pequeño. Su muerte acercó al pueblo sudanés y la diáspora en solidaridad con su país, así como con muchos otros en todo el continente, y su legado incluye organizaciones benéficas establecidas en su nombre y una calle que lleva su nombre en Jartum. «Este es un esfuerzo para crear conciencia ya que nosotros, la diáspora sudanesa, somos la única voz que queda», explicó el activista sudanés-estadounidense Remaz Mahgoub. Su servicio conmemorativo en el London Brunel International College (LBIC) estuvo lleno de homenajes, poemas, música, cartas abiertas y oraciones, y destacó cómo la muerte de Mattar había unido a la gente en solidaridad y provocó más protestas en todo Sudán.
El movimiento #BlueforSudan inspiró a personas de todo el mundo a producir arte, poesía y música, para crear conciencia y mostrar su solidaridad con la causa. A medida que más y más personas compartían este contenido en las redes sociales, el movimiento cobró impulso y dio como resultado una amplia gama de expresiones creativas relacionadas con la revolución.
El movimiento cobró impulso rápidamente, y los usuarios de las redes sociales cambiaron sus fotos de perfil a azul como símbolo de solidaridad con los manifestantes en Sudán y usaron el hashtag #BlueforSudan. Celebridades y personas influyentes en las redes sociales han utilizado sus plataformas para crear conciencia sobre la violencia en Sudán, brindando información sobre las atrocidades que han ocurrido y vinculándose con organizaciones relevantes y campañas de recaudación de fondos. Rihanna, Ariana Grande, John Boyega, Dua Lipa, Aweng Ade-Chuol, y Naomi Campbell son algunas de las personas de alto perfil que han sido fundamentales para llamar la atención sobre la crisis.
Sin embargo, según informes de la BBC y CNN, cuentas falsas explotaron el movimiento #BlueForSudan haciendo afirmaciones falsas sobre el envío de ayuda a Sudán a cambio de clics. Algunas de estas cuentas ya habían sido suspendidas, pero siguieron apareciendo en Instagram.

## Secuelas
La masacre de Jartum resultó en una condena nacional e internacional generalizada debido a #BlueforSudan y llamados a la justicia por parte de la comunidad internacional. El gobierno sudanés inicialmente negó su responsabilidad en la masacre, pero luego admitió que el Consejo Militar de Transición, encabezado por las Fuerzas de Apoyo Rápido (RSF), fue el responsable. El gobierno también anunció que había detenido a varios miembros de las fuerzas de seguridad en relación con los homicidios. Sin embargo, había preocupaciones sobre la imparcialidad y la transparencia de la investigación del gobierno sobre el incidente.
Tras la masacre, continuaron las protestas en todo Sudán, con manifestantes exigiendo justicia y la transferencia del poder a un gobierno civil. Las negociaciones entre el Consejo Militar de Transición y los representantes civiles finalmente llevaron a la firma de un acuerdo para compartir el poder en agosto de 2019, que estableció un Consejo Soberano civil-militar conjunto y un gobierno dirigido por civiles. El acuerdo también pedía una investigación independiente sobre la masacre de Jartum y otras violaciones de derechos humanos cometidas durante las protestas.